# Acacia marginata
Acacia marginata é uma espécie de leguminosa do gênero Acacia, pertencente à família Fabaceae.